# Barbara Heé

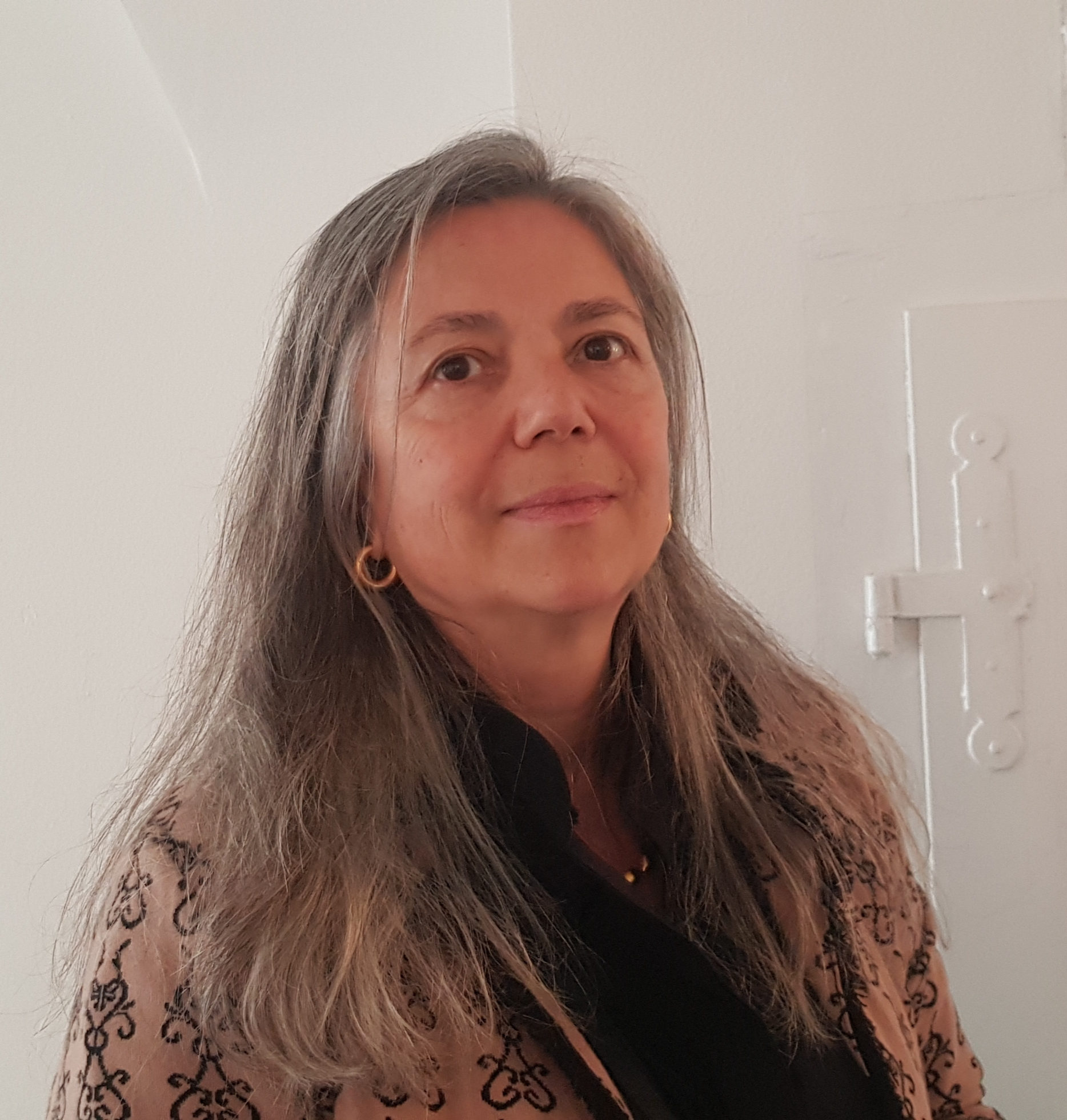
Barbara Heé im Ortsmuseum Meilen (2023)

Barbara Heé (* 22. März 1957 in St. Gallen) ist eine Schweizer Malerin, Zeichnerin, Fotografin und Plastikerin.

## Leben und Werk
Barbara Heé besuchte von 1974 bis 1976 die Kunstgewerbeschule St. Gallen und liess sich zur Textildesignerin ausbilden. Anschliessend besuchte sie bis 1978 die Kunstgewerbeschule Zürich. Seit ihrer Kindheit ist die Künstlerin eng mit dem Engadin verbunden und widmet sich dieser Gebirgslandschaft bei regelmässigen Aufenthalten. Barbara Heé erhielt verschiedene Stipendien sowie 1990 den Dorothea-von-Stetten-Kunstpreis. Heé wird von der Galerie Susanna Kuli, Zürich vertreten.